# Deh Now-ye Hāshemābād
Deh Now-ye Hāshemābād (persiska: ده نو هاشم آباد, Hāshemābād) är en ort i Iran.   Den ligger i provinsen Khorasan, i den nordöstra delen av landet, 700 km öster om huvudstaden Teheran. Deh Now-ye Hāshemābād ligger 1 236 meter över havet och antalet invånare är 170.
Terrängen runt Deh Now-ye Hāshemābād är platt åt sydväst, men åt nordost är den kuperad.Runt Deh Now-ye Hāshemābād är det ganska tätbefolkat, med 56 invånare per kvadratkilometer. Närmaste större samhälle är Darrūd, 12,7 km nordost om Deh Now-ye Hāshemābād. Trakten runt Deh Now-ye Hāshemābād består till största delen av jordbruksmark.